# Uley
Uley ist ein Dorf und zugleich eine Gemeinde (Parish) in der englischen Grafschaft Gloucestershire. Es liegt in der Region Cotswolds zwischen Dursley und Stroud. Der Ort hat etwa 1.100 Einwohner, war zu Beginn der industriellen Revolution jedoch wesentlich größer.

## Geschichte
Die Römer errichteten bei West Hill in der Nähe von Uley einen Tempel an der Stelle eines prähistorischen Heiligtums. 1976 wurden beim Verlegen einer Wasserleitung zahlreiche Funde gemacht, darunter etliche lateinische Fluchtafeln. Einige der Funde sind heute im British Museum zu sehen. In der Umgebung gab es mehrere römische Landgüter (Villen).

## Sehenswürdigkeiten
- Nördlich von Uley befindet sich die jungsteinzeitliche Megalithanlage Uley Long Barrow.
- Oberhalb des Dorfes liegt das eisenzeitliche Hillfort Uley Bury.
- Downham Hill westlich von Uley wird in der Gegend Smallpox Hill genannt, da sich dort eines der ersten Krankenhäuser Englands zur Isolierung Pockenkranker befand.
- Im Osten des Ortes befindet sich Owlpen Manor, ein Herrenhaus aus dem 15. Jahrhundert.
- Stouts Hill, ein neugotisches Landhaus bei Uley, erbaut in den 1770er Jahren, war das Geburtshaus des Historikers Samuel Rudder sowie des Orientalisten Edward Granville Browne. Im 20. Jahrhundert war hier eine private Grundschule untergebracht, zu deren Schülern Mark Phillips, Stephen Fry und Rik Mayall zählten; die Schule wurde 1979 geschlossen.

## Trivia
- 1837 zog Moses Bendle Garlick, ein Weber aus Uley, nach Australien und siedelte nördlich des heutigen Adelaide; er nannte die Ansiedlung Uleybury.
- Anfang der 1920er Jahre zog Alyce Cunningham einen jungen Gorilla in Uley auf, der den Namen John Daniel bekam.